# HK Sibselmasj
Sibselmasj (Сибсельмаш) bildades 1937, och är en rysk bandyklubb som spelar i Ryska ligan. Fram till 1998 hette klubben Sibselmasj-Metallurg.

## 2012/2013
Rodina Kirovs trupp säsongen 2012/2013:
- Tränare: Sergej Ivanovitj Firsov,  Ryssland

| Pos. | Nr | Spelare           | Nationalitet         |
| ---- | -- | ----------------- | -------------------- |
| MV   | 30 | Jevgenij Tololo   | Ryssland             |
| MV   | 96 | Sergej Naumov     | Ryssland             |
| MV   | 99 | Sergej Gromov     | Ryssland             |
| F    | 3  | Nikita Jurlov     | Ryssland             |
| F    | 4  | Jevgenij Sviridov | Ryssland Vitryssland |
| F    | 5  | Andrej Burjal     | Ryssland             |
| F    | 23 | Roman Makarenko   | Ryssland             |
| F    | 29 | Dmitrij Baranov   | Ryssland             |
| MF   | 6  | Denis Leonidovitj | Ryssland             |
| MF   | 9  | Igor Wojtowicz    | Ryssland             |
| MF   | 14 | Igor Sitjev       | Ryssland             |
| MF   | 17 | Artem Vsjivkov    | Ryssland             |
| MF   | 19 | Aleks Golitarov   | Ryssland             |
| MF   | 20 | Pavel Teterin     | Ryssland             |
| MF   | 21 | Fjodor Mironov    | Ryssland             |
| MF   | 61 | Denis Potjomin    | Ryssland             |
| MF   | 86 | Vitalij Denisov   | Ryssland             |
| MF   | 90 | Anton Sjevtsov    | Ryssland             |
| FW   | 7  | Rauan Isaljev     | Kazakstan            |
| FW   | 8  | Jevgenij Mavrin   | Ryssland             |
| FW   | 10 | Sergej Gang       | Ryssland             |
| FW   | 11 | Anatolij Starich  | Ryssland             |
| FW   | 32 | Aleksandr Kazakov | Ryssland             |
| FW   | 88 | Andrej Gerasimov  | Ryssland             |
| FW   | 89 | Pavel Anisimov    | Ryssland             |

## Meriter
Nationellt:
- Ryska ligan:
  - : 1994–95;
  - : 1993–94, 1995–96, 1996–97;
- Ryska cupen:
  - : 1993-94, 1995-96

Internationellt:
- Europacupen i bandy:
  - : 1995;